# Sidi Bennour
Sidi Bennour (berberisch: ⵙⵉⴷⵉ ⴱⵏⵏⵓⵕ, arabisch: سيدي بنُّور‎), auch Tlat Sidi Bennour genannt, ist eine marokkanische Stadt mit ca. 56.000 Einwohnern in der gleichnamigen Provinz. Es ist die Hauptstadt der Region Doukkala-Abda.

## Etymologie
Wie viele Städte oder Orte im Westen Marokkos, so geht auch Sidi Bennour auf einen „Ortsheiligen“ (Marabout) Sidi Abou Yannour Abdellah Ben Wakris Doukkali zurück, der im 12. Jahrhundert lebte und wirkte und dessen Grabstätte am Ortsausgang liegt.

## Lage und Klima
Die Stadt Sidi Bennour liegt in einer Höhe von ca. 185 m etwa 100 km (Fahrtstrecke) östlich von Safi bzw. 73 km südlich von El Jadida. Marrakesch liegt etwa 127 km in südlicher Richtung. Das Klima ist für marokkanische Verhältnisse eher gemäßigt; Regen (ca. 480 mm/Jahr) fällt nahezu ausschließlich im Winterhalbjahr.

## Bevölkerung
| Jahr      | 1982   | 1994   | 2004   | 2014   | 2024   |
| Einwohner | 23.429 | 37.734 | 47.396 | 55.815 | 56.201 |

Der Großteil der in der Landwirtschaft sowie als Handwerker, Kleinhändler, Taxifahrer etc. tätigen Bevölkerung ist berberischer Abstammung. Führende Positionen in Wirtschaft, Handel und Verwaltung sowie im Bank-, Gesundheits- und Bildungswesen liegen dagegen zumeist in den Händen der arabisch-stämmigen Bevölkerungsminderheit. Untereinander wird meist Marokkanisches Arabisch gesprochen.

## Wirtschaft
Haupteinnahmequelle der Provinz und der Stadt ist der Zuckerrohr-, Getreide- und Gemüseanbau in der Umgebung; auch Rinder- und Schafzucht wird in hohem Maße betrieben – von hier aus werden die Märkte in den Küstenmetropolen Agadir, Safi und Casablanca aber auch in Marrakesch versorgt. Der Großmarkt von Sidi Bennour ist der größte Marokkos. Durch ihren im Jahr 2009 erhaltenen Status als Provinzhauptstadt wurden auch Arbeitsplätze in der Verwaltung geschaffen; darüber hinaus existieren mehrere staatliche und private Bildungseinrichtungen.

## Geschichte
Im Mittelalter und bis ins 20. Jahrhundert hinein dürfte es sich – wenn überhaupt – nur um einen kleinen Marktflecken gehandelt haben. Während der französischen Kolonialzeit und nach der Unabhängigkeit Marokkos (1956) entwickelte sich der Ort zur Kleinstadt, die seit den 1970er Jahren durch Zuwanderung vieler Berber immer mehr wuchs. Nach der Neuschaffung der gleichnamigen Provinz im Jahr 2009 wurde die Stadt Provinzhauptstadt.

## Sehenswürdigkeiten
In der weitgehend neuen Stadt gibt es keinerlei historisch oder kulturell bedeutsame Sehenswürdigkeiten.